# Shingū (Fukuoka)
Shingū (新宮町, Shingū-machi) est un bourg du district de Kasuya, dans la préfecture de Fukuoka, au Japon.

## Géographie

### Démographie
Au 1er août 2014, la population de Shingū s'élevait à 28 896 habitants répartis sur une superficie de 18,91 km2.